# Смитвил-Сандерс (Индијана)
Смитвил-Сандерс (енгл. Smithville-Sanders) насељено је место без административног статуса у америчкој савезној држави Индијана.

## Демографија
По попису из 2010. године број становника је 3.184.
| Група             | 2000.    | 2010.         |
| Белци             | 0 (0,0%) | 3.022 (94,9%) |
| Афроамериканци    | 0 (0,0%) | 32 (1,0%)     |
| Азијати           | 0 (0,0%) | 34 (1,1%)     |
| Хиспаноамериканци | 0 (0,0%) | 41 (1,3%)     |
| Укупно            | 0        | 3.184         |